# Agrégation de mécanique
En France, l’agrégation de mécanique était un concours national de recrutement de professeurs de mécanique destinés à enseigner en lycées (seconde, première, terminale, BTS), IUT, classes préparatoires et grandes écoles. Ce concours était ouvert aux personnes titulaires d’un diplôme de niveau bac +5 (maîtrise, ingénieur). Il existait aussi une agrégation de génie mécanique: l’agrégation de génie mécanique était orientée vers la fabrication de produits (productique), alors que l’agrégation de mécanique était orientée vers la conception.
Depuis la session 2013, l'agrégation de mécanique est remplacée par l'agrégation de sciences industrielles de l'ingénieur option sciences industrielles et ingénierie mécanique.

## Déroulement des épreuves
Les épreuves écrites (admissibilité) se déroulent dans un centre d’examen correspondant à l’académie d’inscription. Les oraux (admission) se déroulent au lycée Chaptal, à Paris.

### Épreuves d’admissibilité
- Épreuve de mécanique générale et des milieux déformables (8 heures, coefficient 4)
- Épreuve d’analyse et de conception des systèmes (8 heures, coefficient 4)
- Épreuve d’automatique-informatique industrielle (4 heures, coefficient 2)

Remarque : les deux dernières épreuves sont communes aux agrégations de Mécanique et Génie Mécanique.

### Épreuves d’admission
- Leçon de mécanique (préparation 4 h, épreuve 45 min, coefficient 3)
- Leçon de technologie de construction (préparation 4h, épreuve 45 min, coefficient 3)
- Travaux pratiques relatifs à un produit ou système technique (préparation 4 h 30 min, épreuve 45 min, coefficient 4)

Le nombre d’admissibles correspond à environ deux fois le nombre d’admis.
- Nombre de places ouvertes jusqu'à 2012 pour l'Agrégation de mécanique:

| Année | nombre de places |
| ----- | ---------------- |
| 2012  | 25               |
| 2011  | 25               |
| 2010  | 25               |
| 2009  | 25               |
| 2008  | 25               |
| 2007  | 30               |
| 2006  | 30               |
| 2005  | 43               |
| 2004  | 40               |
| 2003  | 49               |
| 2002  | 61               |
| 2001  | 61               |
| 2000  | 61               |
| 1999  | 81               |
| 1998  | 85               |
| 1997  | 116              |
| 1996  | 123              |
| 1995  | 123              |
| 1994  | 123              |
| 1993  | 124              |